# Мухеев, Закарья
Закирья (Закарья, Закария) Мухеев (Мукеев) (1892, Петропавловск, Акмолинская область, — 1940, Сорокский исправительно-трудовой лагерь, Карельская АССР) — нарком внутренних дел КазАССР (1924—1925).

## Биография
Получил начальное образование. С 15-летнего возраста работал в Омске ломовым извозчиком и грузчиком Западно-Сибирского пароходства.
В 1918 году — рядовой красноармейского летучего полка. Попал в плен, когда Колчак занял Омск. Об этом в своем романе «Тернистый путь» упоминает Сакен Сейфуллин:
```
Однажды возле «столовой», где мы набирали кипяток, я увидел Зикирию Мукеева. Поздоровались, разговорились. — Как ты здесь оказался? — спросил я. — Давно в лагере? Зикирия, оказывается, в лагерь попал раньше нас, и его держали в карцере. Ещё до нашего прибытия сюда Зикирия задумал бежать. Но часовые чехи поймали его. При допросе он прикинулся дурачком, но тем не менее беглеца запрятали в карцер и выпускали на прогулку очень редко.
```

С 1919 года конный милиционер в Омске, затем — политрук эскадрона Первого Казахского кавалерийского полка.
С 10 ноября по декабрь 1922 года начальник Отдела уголовного розыска управления милиции НКВД Казахстана. В 1923 году начальник Шалкарской уездной милиции. В 1923—1924 гг. сотрудник Акмолинского губрозыска. С ноября 1924 года народный комиссар внутренних дел Казахской АССР. В мае 1925 года снят с должности за нарушения законности, допущенные во время работы в Акмолинске.
Работал заведующим магазинами и гаражом Казторга. В 1932 году окончил курсы директоров контор. После этого — управляющий рудниками в Сырдарьинской области, управляющий государственным трестом «Скотовод», заместитель начальника Алма-Атинской областной милиции, начальник управления коневодства Кустанайской области.
Арестован УНКВД по Кустанайской области 25 сентября 1937 г. Приговор, 18 октября 1937 г., обвинения по статьям: 58-2, 58-7, 58-10, 58-11 УК РСФСР — 8 лет ИТЛ. Отбывал наказание сначала в Ивдельлаге, затем в лагере Сорок в Карельской АССР, где и умер.
Реабилитирован 30 июня 1959 г. Президиумом Кустанайского облсуда за отсутствием состава преступления.